# Elisabeth Wandscherer
Elisabeth Wandscherer död 12 juni 1535 i Münster, holländsk anabaptist. Gift med Jan van Leiden. 
Hon bodde i Münster i Tyskland då denna stad år 1534 regerades som en teokrati av radikala anbaptister ledda av hennes granne Jan van Leiden, vilken hade utnämnt sig själv till kung. Då Leiden i juli 1534 införde månggifte för män, valde han ut henne som en av sina 16 hustrur. Då svält utbröt 1535 förklarade hon öppet att det inte kunde vara Guds vilja att allmänheten skulle svälta medan kungen och hans hov levde i överflöd. I januari gav hon tillbaka de smycken hon fått av Leiden och bad honom om tillstånd att lämna staden. Jan van Leiden vägrade.
Den 12 juni 1535 avrättades hon med halshuggning, omgiven av psalmsjungande kvinnor. 
Hennes öde användes flitigt av den tidens antianabaptistpropaganda. 